# Agente spaziale K-1
Agente spaziale K-1 è un  film del 1965 diretto da Hugo Grimaldi. È una pellicola fantascientifica realizzata in coproduzione tra Stati Uniti e Italia.

## Trama
Kolos, un alieno, è riuscito ad impadronirsi di una nuova invenzione terrestre che riproduce esseri dalle sembianze identiche a quelle umane. Costruendo un impianto di riproduzione riesce a sostituire i più importanti personaggi di spicco con delle copie. Glenn Martin è l'agente incaricato di far fallire tale piano criminale.

## Produzione
Il film è stato girato in coproduzione tra Stati Uniti e Italia.
Il criminale alieno Kolos è interpretato da Richard Kiel, attore che in seguito divenne noto come uno degli antagonisti di James Bond, Squalo (Jaws), l'uomo dalla dentatura d'acciaio.

## Critica
(Fantafilm)